# Agnes Meyer Driscoll
Agnes Meyer Driscoll (1889-1971) est une cryptanalyste américaine, pionnière du décryptage des communications radio japonaises, entre les deux guerres mondiales. En 1939, elle est la cryptanalyste la plus réputée de la marine américaine et ses collègues masculins l'ont surnommée Madame X. Elle trouve la clé du JN-25, ce qui offrira un avantage stratégique à l'armée lors des batailles de la mer de Corail et de Midway en 1942. A partir de 1940, elle est affectée au décryptage des communications allemandes (projet Enigma). 
L'éviction de Laurance Safford de la tête du service de cryptanalyse en 1942 et son incapacité à décrypter Enigma, avec des méthodes classiques, la marginalise. Elle termine discrètement  sa carrière à la NSA, en 1959 et décède en 1971, sans que son apport à la cryptanalyse américaine soit alors reconnu. Ce n'est qu'en 2000 qu'elle est intronisée au Hall of fame de la NSA et depuis 2015 que les recherches à son sujet se sont multipliées. 

## Biographie
Née en 1889 dans l’Illinois, à Geneseo, Agnès May Meyer,, elle étudie les mathématiques, la physique, la musique et les langues étrangères à l'université de l'Ohio. Diplômée d'un Bachelor of Arts en 1911,  elle enseigne la musique et puis les mathématiques au Texas. En 1914, elle est nommée cheffe du service mathématiques du lycée d'Amarillo.  

### Débuts

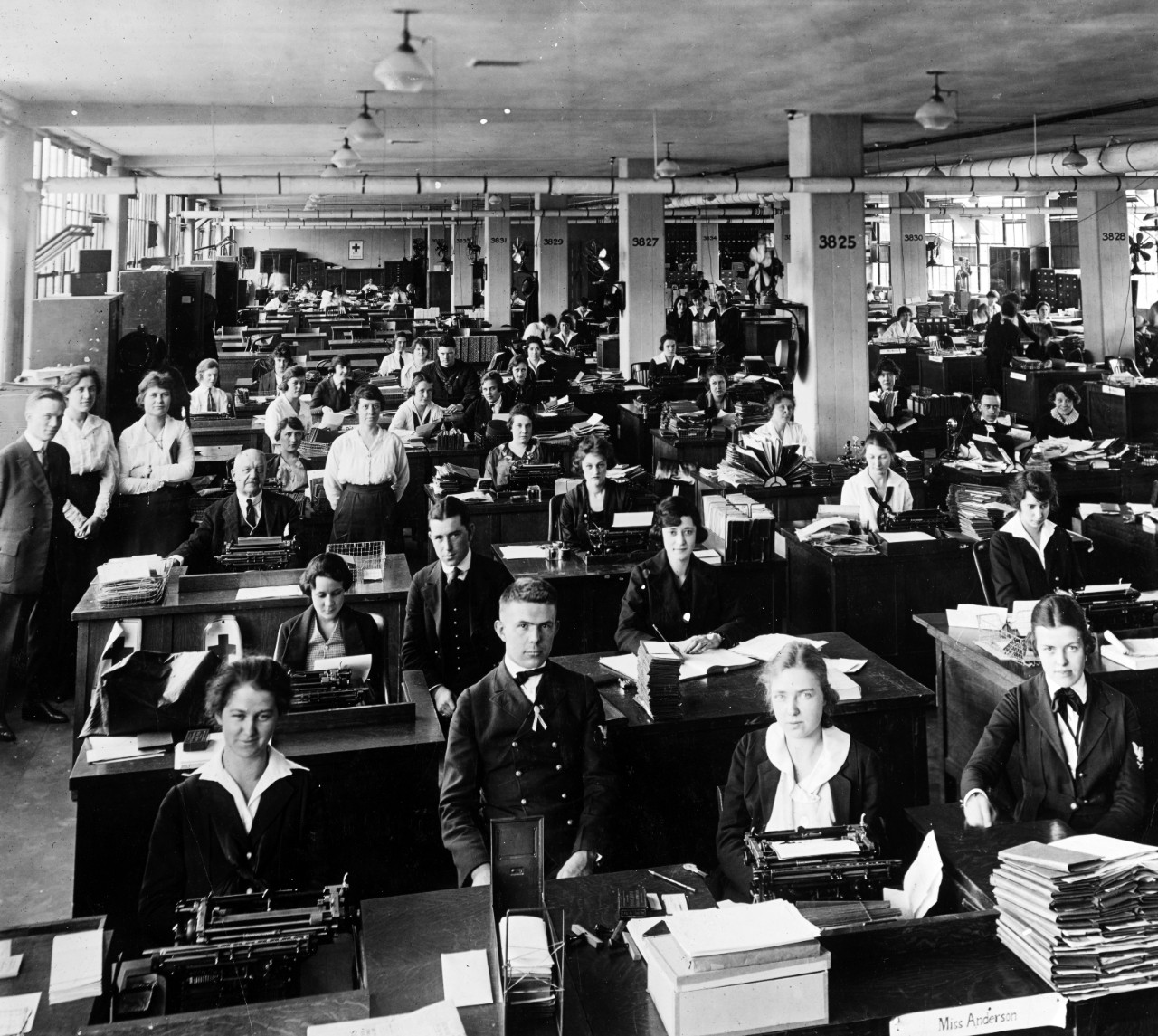
En 1918, le pool de secrétaires de la marine de Washington D.C.. Les femmes y sont embauchées tantôt comme assistantes civiles tantôt comme réservistes, avec le grade de.

En 1918, Agnes entre dans la Réserve de la marine américaine. Elle est alors employée au bureau de la censure à Washington, où elle épluche la correspondance, à la recherche de preuves d'espionnage. D’abord chargée de secrétariat, elle est rapidement promue, jusqu’au niveau de Chief Yeoman (premier maître secrétaire militaire), à l'époque le plus haut grade accessible pour les femmes. En juillet 1919, à la fin de son service actif, elle décroche un emploi de sténographe auprès du directeur des services secrets de la marine, à Washington.
Agnes est reléguée à des tâches sans envergure et sa véritable carrière ne démarre que quand elle accepte de rallier le département du chiffre de Geneva, Illinois, près de Chicago. Également connu sous le nom de Riverbank, Geneva est le lieu de résidence d'Élisabeth et William Friedman, éminents cryptologues qui animent un groupe de recherche pluri-disciplinaire sur le sujet. C'est à leur contact qu' Agnes Meyer aiguise son don pour la cryptanalyse. Elle collabore également avec Herbert Osborne Yardley (en), célèbre pour avoir espionné les japonais et décrypté leur courrier diplomatique lors de la conférence de Washington.

### OP-20-G
Agnes quitte l’Illinois en 1921 pour réintégrer, en tant qu'auxiliaire civile,  la marine américaine ; là, au sein de la Code and Signal Section, elle teste de nouvelles machines de chiffrement européennes et développe avec Edward Hebern la toute première machine électrique à roue. Dans cet univers machiste, et en dépit des quolibets (Agnes est surnommée « Madame X », en français, ou « Miss Aggie »), rien ne la détourne de son travail. En 1924, elle épouse Michael Driscoll, avocat à Washington ; la surprise est grande pour ses collègues, persuadés d’avoir affaire à une célibataire endurcie[réf. souhaitée]. Driscoll est chargée de la formation d’officiers de marine, Joseph Rochefort et Laurance Safford, entre autres. Le premier va s'illustrer durant la bataille de Midway et le second devient par la suite son supérieur jusqu'en 1942.

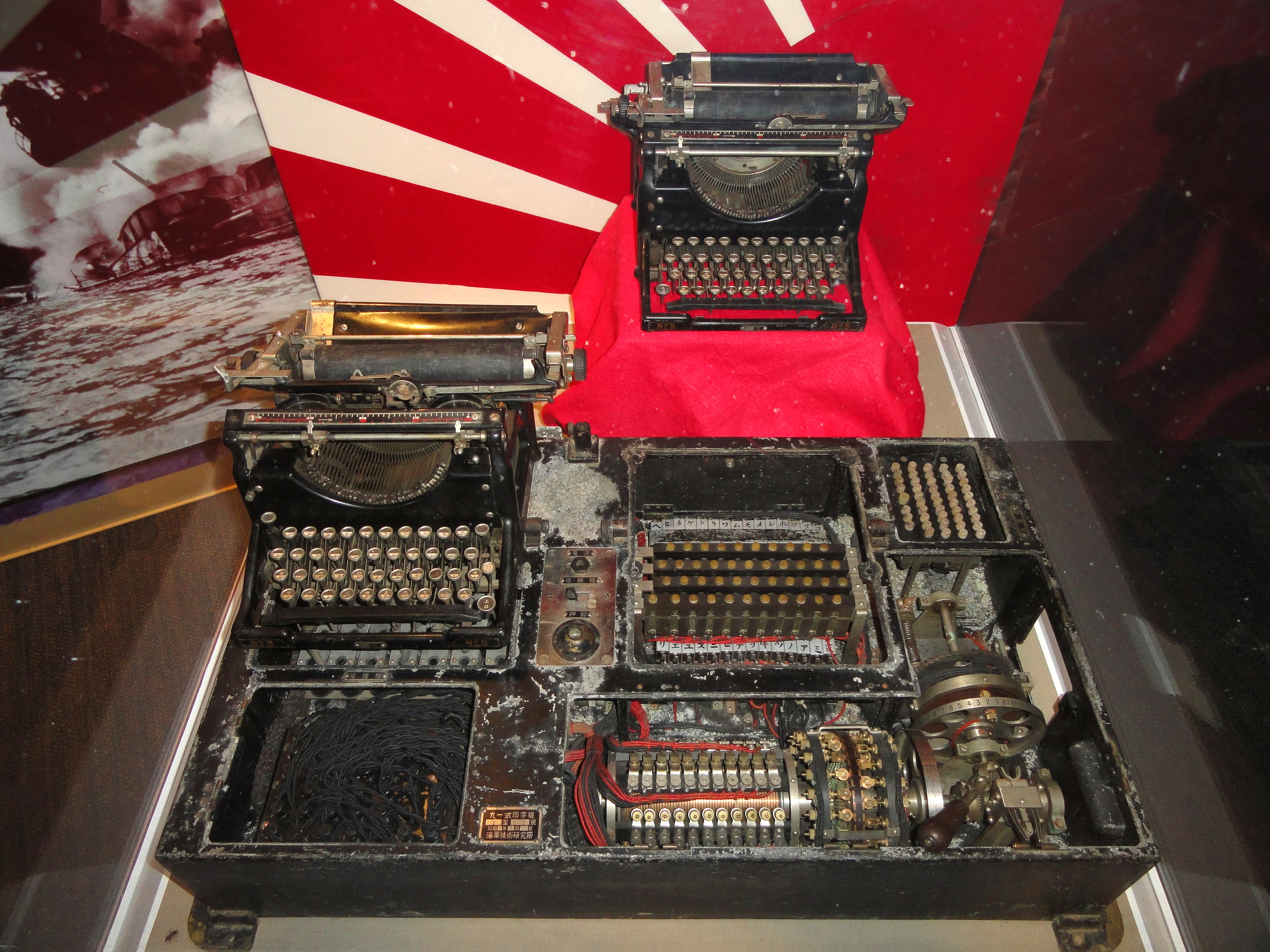
Cette machine baptisée ROUGE (RED) par les américains est assez similaire à la machine M1 (ou ORANGE).

En 1926, Agnes Driscoll effectue les tout  premiers déchiffrements, grâce au vol d'un répertoire de codes japonais, baptisé RED BOOK par les cryptanalystes américains. Nouveau coup d’éclat en 1931 lorsqu’elle parvient à casser le répertoire suivant, baptisé BLUE BOOK. En 1935, elle identifie un trafic de chiffres générés par une machine. Il s'agit de la machine de chiffrement M1, baptisée ORANGE par les cryptographes américains, qui sert aux échanges des attachés navals japonais. Agnes Driscoll met alors au point un procédé manuel capable de déchiffrer les messages interceptés. Travaillant sur papier millimétré à la variabilité des séquences codées, et finit par isoler la combinaison to-mi-mu-ra. Elle découvre que cette séquence signifie « Thompson », nom fréquemment employé dans les transmissions de représentants japonais à l’étranger.
Entre 1936 et juillet 1937, sur la base de ces déchiffrements, le contre-espionnage de la marine met un terme aux agissements de traîtres démasqués sur les deux côtes américaines. Harry Thompson, opérateur radio de la flotte du Pacifique, et John Semer Farnsworth (en) (ou agent K), ex-officier de la Navy, livrent des informations sur les armes-équipements américains à des agents japonais. Condamnés, les deux hommes sont incarcérés.

### JN-25
En 1939, Agnes Driscoll participe à la reconstitution d'un des chiffres de la marine japonaise, le JN-25. Il s'agit d'un code désordonné de plus de 30 000 groupes de 5 chiffres, surchiffré par une clé additive. L’analyse minutieuse des nombres et mots-codes sous-jacents aboutit en septembre 1940. Dès lors, certains messages JN-25, les plus simples, sont décryptés.
Les radio-interceptions, l'analyse des trafics ennemis et le décryptage partiel de JN-25 contribuent à deux victoires navales, la bataille de la mer de Corail et la bataille de Midway. Les premiers déchiffrements du JN-25 serviront de base au décryptage de ses évolutions (JN-25b, JN25c), mais aussi à la pénétration des autres codes JN spécifiques à la marine impériale[réf. nécessaire].

### Enigma sous-estimée
En octobre 1940,  Agnes Meyer Driscoll est transférée vers la section allemande chargée de décrypter les communications du régime nazi. Ce travail doit se faire en bonne intelligence avec les britanniques, mais Laurence Safford refuse finalement de collaborer avec ses homologues anglais, persuadé qu'il n'a rien à y gagner. Il charge donc sa cryptanalyste vedette de craquer le code d'Enigma, sans lui donner des moyens importants car l'Amérique s'intéresse alors principalement au Japon et Agnes Discroll est persuadée que ce n'est pas nécessaire. 
Le Commander Alistair Denniston du Government Code and Cypher School rencontre Agnes Discroll en Août 1941 et demande aux américains de se concentrer sur les communications allemandes, sans toutefois préciser que ses équipes ont déjà réussi à percer les secrets d'Enigma en mai 1941. Agnes Discroll défend les méthodes de décryptage classiques qu'elle utilise pour percer ce secret et déclare qu'elle n'aura pas besoin d'aide extérieure pour arriver à ses fins. Considérant les moyens et méthodes, utilisés par ses propres services pour décrypter le message, Alistair Denniston comprend rapidement que les recherches américaines sont vouées à l'échec. En Février 1942, Joseph Wenger (en) remplace Safford à la tête du OP-20-G et accepte de coopérer avec les britanniques de Bletchley Park. Il engage deux cryptanalystes (Howard Engstrom (en) et Robert Ely), deux mathématiciens qui rencontrent les anglais, sans mettre Discroll dans la confidence, et réussissent à construire leur propre bombe électromécanique. En avril 1943, Agnes Discroll retourne à la section qui s'occupe du Japon et en 1944, elle est affectée celle de l'Union soviétique, où elle reste affectée jusqu'à la fin de la guerre.

### Après-guerre
À la fin de la Seconde Guerre mondiale, Agnès Driscoll entre au service de la nouvelle agence nationale de cryptologie, qui devint l'Agence de Sécurité des Forces Armées (Armed Forces Security Agency) en 1949, puis la NSA (National Security Agency) en 1957, pour y rester jusqu’à sa retraite deux ans plus tard, en 1959. À partir de là, on ne sait rien de ses activités, si ce n'est qu'elle réside dans la région de Washington. Elle décède, oubliée de tous, en septembre 1971,. Elle est enterrée au cimetière national d'Arlington, aux côtés de son époux.

## Hommages et polémiques
En 2000, elle est intronisée au Hall of fame de la NSA. En 2017, le National Geographic la présente comme l'une « cinq espionnes qui ont mené les Alliés à la victoire », l'article est réédité en septembre 2023. En mars 2020, c'est au tour du magazine en ligne de la navy (Chips) de rendre hommage à Agnes Driscoll, en même temps que 5 autres cryptanalystes américaines : Elisabeth Smith Friedman, Genevieve Grotjan et Wilma Davis qui sont contemporaines d'Agnes Discroll et enfin Barbara Clark, qui a commencé sa carrière durant la Seconde Guerre mondiale.
En 2020, un livre de l'historien spécialiste des services secrets américains Rhodri Jeffreys-Jones (en) classe Agnes Driscoll parmi les agents doubles : selon le F.B.I., celle-ci a un père d'origine allemande et aurait vendu des secrets aux allemands en juin 1937, alors qu'elle était en congés sans solde, à la suite d'un accident. Elle aurait touché 7 000 $. Toutefois, cette hypothèse ne fait pas l'unanimité parmi les historiens.

### Autres articles sur wikipédia
- Yeoman (F) (en)
- Loretta Perfectus Walsh (en)
- Bernice Cameron

### Sites externes
- Emission de la RTVE Musimaticas :